# Ato penitencial
O Ato Penitencial é uma parte da Santa Missa da Igreja Católica Apostólica Romana. É um exame de consciência, um reconhecimento de nossas culpas, um pedido de orações aos nossos irmãos ali presentes, à Virgem, aos anjos aos santos, e também um pedido de perdão a Deus. No Ato Penitencial, manifestamos nosso desejo de perdão e buscamos ser envolvidos pelo Amor de Deus que nos redime. O próprio Jesus pede que o Pai perdoe a humanidade, pois ela não sabe o que faz.  O pecado representa invariavelmente uma falha, ocorrendo quando não optamos pela verdade. Os pecados veniais (os mais leves) são perdoados neste momento. 

## Contexto
A amizade com Cristo, a comunhão com Deus e a Igreja são requisitos essenciais para se aproximar do Corpo e Sangue de Nosso Senhor Jesus e recebê-los. Nesse contexto, a confissão sacramental dos pecados graves reintegra o fiel nessa amizade e comunhão. Por outro lado, o ato penitencial durante a Santa Missa é responsável por perdoar faltas leves, ou seja, os pecados veniais. Além disso, a Eucaristia desempenha um papel na prevenção de pecados futuros. 
Neste contexto, o Catecismo da Igreja Católica nos diz: "a Eucaristia nos preserva dos pecados mortais futuros. Quanto mais participamos da vida de Cristo e quanto mais progredimos em sua amizade, tanto mais difícil de ele separar-nos pele pecado mortal” (CIC §1395).  O Catecismo continua, enfatizando a unidade do Corpo místico de Cristo e citando Santo Agostinho: "Ó sacramento da piedade! Ó sacramento da unidade! Ó vínculo da caridade!" (CIC §1398). 
Resumindo assim, no Ato Penitencial, a Igreja propõe uma confissão geral dos pecados, sem exigir que cada pessoa declare individualmente suas transgressões. Toda a assembleia reconhece coletivamente ter pecado "muitas vezes por pensamentos e palavras, atos e omissões", sem detalhar especificamente quais foram esses pecados. As faltas graves devem ser confessadas a Deus no Sacramento da Penitência ou Reconciliação (Confissão) antes que o fiel se aproxime da Eucaristia. Até porque, diz o apóstolo Paulo: "Portanto, todo aquele que comer o pão ou beber o cálice do Senhor indignamente, será culpável do corpo e do sangue do Senhor. Que cada um se examine a si mesmo e, assim, coma desse pão e beba desse cálice. Aquele que o come e o bebe sem distinguir o corpo do Senhor, come e bebe a sua própria condenação." 
Dessa forma, compreendemos que o Ato Penitencial representa o momento em que cada pessoa avalia sua consciência, reconhecendo seus equívocos, antes de se aproximar de Deus para recebê-Lo. Essa consciência resulta no pedido de perdão e na súplica pela misericórdia divina, visando participar plenamente do banquete eucarístico. Constitui uma ocasião fundamental para, após buscar e receber o perdão de Deus, vivenciar a Liturgia da Palavra na Santa Missa e, em seguida, comungar do Corpo e Sangue do Senhor. 

## Texto do Ato Penitencial
Eis aqui o Ato Penitencial em sua forma mais comum:
ATO PENITENCIAL (Após saudar os presentes, o sacerdote ou outro ministro qualificado pode, em poucas palavras, introduzir os fiéis na Missa do dia. Posteriormente, o sacerdote convida à participação no ato penitencial, que é realizado pela comunidade por meio de uma confissão geral, sendo finalizado com a absolvição proferida pelo sacerdote.): 
Preparemo-nos, pois, para celebrar dignamente estes santos mistérios, reconhecendo que somos pecadores.''
(Guardam-se alguns momentos de silêncio.)
(Seguidamente, o Santo Padre introduz a confissão com estas palavras ou outras semelhantes): Confessemos os nossos pecados.''
(E dizem todos juntos a confissão): Confesso a Deus todo-poderoso, e a vós, irmãos, que pequei muitas vezes, por pensamentos e palavras, atos e omissões,
(batendo no peito, dizem): por minha culpa, minha culpa, minha tão grande culpa.
(em seguida, continuam): E peço à Virgem Maria, aos Anjos e Santos, e a vós, irmãos, que rogueis por mim a Deus, nosso Senhor.
Santo Padre: Deus todo-poderoso tenha compaixão de nós, perdoe os nossos pecados e nos conduza à vida eterna.'' Todos: Amem.
Durante a monição inicial do rito penitencial, quando o sacerdote convida os fiéis à penitência, ele pode sugerir um período significativo de silêncio e reflexão como um momento de exame de consciência. A postura corporal, especialmente durante os períodos penitenciais da Igreja, pode ser de auxílio, com todos ajoelhados e voltados para o crucifixo. O rito é encerrado com o canto de "Senhor, tende piedade". 
A confissão do Ato Penitencial também é conhecido como "Eu pecador" e "Confiteor" (confissão em latim.) Esta absolvição do sacerdote presente no final do Ato Penitencial, carece da eficácia do sacramento da penitência, já que não perdoa os pecados mais graves. Fontes: Liturgia da Missa, VATICANO 
Aos domingos, principalmente no tempo pascal, em vez do costumado Ato Penitencial pode fazer-se, por vezes, a bênção e a aspersão da água em memória do batismo.
Kýrie, eleison
Depois do Ato Penitencial, diz-se sempre o "Senhor, tende piedade de nós" (Kýrie, eléison), a não ser que já tenha sido incluído no ato penitencial. Dado tratar-se de um canto em que os fiéis aclamam o Senhor e imploram a sua misericórdia, é normalmente executado por todos, em forma alternada entre o povo e a schola ou um cantor.
Cada uma das aclamações diz-se normalmente duas vezes, o que não exclui, porém, um maior número, de acordo com a índole de cada língua, da arte musical ou das circunstâncias. Quando o Kýrie é cantado como parte do acto penitencial, cada aclamação é precedida de um «tropo».
Fonte: Índice Geral do Missal Romano